# دیمدون
دیمدون (به انگلیسی: Dimedone) با فرمول شیمیایی C۸H۱۲O۲ یک ترکیب شیمیایی با شناسه پاب‌کم ۳۱۳۵۸ است. که جرم مولی آن ۱۴۰٫۱۷۹۶۸ g/mol می‌باشد. شکل ظاهری این ترکیب، بلورهای زرد است.